# Jardín Botánico de la Universidad de Tennessee

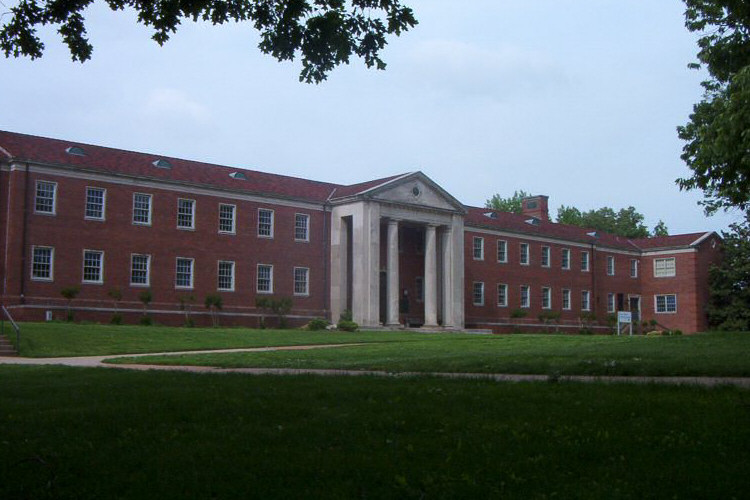
El edificio administrativo de la Universidad de Tennessee.

El Jardín Botánico de la Universidad de Tennessee (en inglés: University of Tennessee Botanical Gardens), es un arboreto y jardín botánico que en realidad es la totalidad del campus de 250 acres de la Universidad de Tennessee. Se ubica en Martin, Tennessee, Estados Unidos.

## Localización
University of Tennessee Botanical Gardens, 544 University Street, Martin, Weakley County, Tennessee, United States of America-Estados Unidos de América.
Se encuentra abierto a diario sin cargo alguno.

## Historia
Dada su localización rural, la mayor parte de los estudios de la universidad han estado enfocados en la educación y la agricultura, aunque se ofrezcan muchos otros cursos de estudio, particularmente en las humanidades, y ha habido estos últimos años un énfasis cada vez mayor en los negocios y la dirección.
El jardín botánico fue creado para facilitar la enseñanza y el estudio de los estudiantes de Biología así como para obtener muestras para sus trabajos. 

## Colecciones
El jardín botánico reconocido, se encuentra distribuido por todo el campus y sirve como apoyo didáctico y práctico para los estudios de biología de la universidad.
El arboreto exhibe juntos especímenes de diferentes especies de los géneros, Acer, Ilex, Liquidambar, Magnolia, Styrax, Taxus, Quercus. 
Próxima al campus, hay una estación de investigación agrícola con 680 acres de extensión, que sirve como unidad de investigación para la « Tennessee Agricultural Experiment Station » y sus trabajos hortícolas.